# Liste der Monuments historiques in Aurillac
Die Liste der Monuments historiques in Aurillac führt die Monuments historiques in der französischen Stadt Aurillac auf.

## Liste der Bauwerke
| Bezeichnung                             | Beschreibung | Standort                                | Kennzeichnung | Schutzstatus | Datum | Bild |
| --------------------------------------- | ------------ | --------------------------------------- | ------------- | ------------ | ----- | ---- |
| Abtei Saint-Géraud                      |              | place Saint-Géraud (Lage)               | PA00093448    | Classé       | 1920  |      |
| Kapelle Notre-Dame d’Aurinques          |              | rue de la Coste (Lage)                  | PA00093449    | Inscrit      | 1931  |      |
| Schloss Fabrègues                       |              | Fabrègues (Lage)                        | PA00093745    | Inscrit      | 1992  |      |
| Schloss Saint-Étienne                   |              | rue du Château-Saint-Étienne (Lage)     | PA00093450    | Inscrit      | 2010  |      |
| Kirche Sacré-Coeur                      |              | 12 avenue du Quatre-Septembre (Lage)    | PA15000030    | Inscrit      | 2006  |      |
| Kirche Notre-Dame-aux-Neiges            |              | rue des Carmes (Lage)                   | PA00093451    | Inscrit      | 1977  |      |
| Fanum d’Aron                            |              | Aron (Lage)                             | PA00093469    | Classé       | 1980  |      |
| Gendarmerie                             |              | 19 place du Square (Lage)               | PA00093452    | Inscrit      | 1984  |      |
| Hôtel de Cébié                          |              | 12 rue Vermenouze (Lage)                | PA15000028    | Inscrit      | 2004  |      |
| Präfektur                               |              | cours Monthyon (Lage)                   | PA00093454    | Inscrit      | 2004  |      |
| Hôtel de ville                          |              | place de l’Hôtel-de-Ville (Lage)        | PA00093459    | Inscrit      | 1946  |      |
| Hôtel de Noailles                       |              | 5 rue de Noailles (Lage)                | PA00093453    | Inscrit      | 1982  |      |
| Hôtel du Président-Maynard              |              | 35 rue Vernemouze (Lage)                | PA00093455    | Inscrit      | 1946  |      |
| Haus Surrel                             |              | 25 rue du Collège (Lage)                | PA00093456    | Inscrit      | 1978  |      |
| Gebäude                                 |              | 8 rue du Consulat (Lage)                | PA00093457    | Inscrit      | 1946  |      |
| Gebäude                                 |              | 5 impasse Vernemouze (Lage)             | PA00093458    | Inscrit      | 1946  |      |
| Maison Capelle                          |              | 20 rue Vernemouze (Lage)                | PA00093464    | Inscrit      | 1946  |      |
| Altes Rathaus (Maison consulaire)       |              | rue Marcenague rue Coste (Lage)         | PA00093460    | Inscrit      | 1926  |      |
| Haus                                    |              | 10 rue du Consulat (Lage)               | PA00093461    | Inscrit      | 1946  |      |
| Haus                                    |              | 5 place Saint-Géraud (Lage)             | PA00093462    | Classé       | 1963  |      |
| Haus                                    |              | 1 impasse Vernemouze (Lage)             | PA00093463    | Inscrit      | 1946  |      |
| Portal des Collège Jeanne de la Treilhe |              | rue du Collège (Lage)                   | PA00093465    | Inscrit      | 1930  |      |
| Justizpalast                            |              | 18 place du Square (Lage)               | PA00093466    | Inscrit      | 1984  |      |
| Gefängnis                               |              | 17 place du Square (Lage)               | PA00093467    | Inscrit      | 1984  |      |
| Statue des Papstes Silvester II.        |              | cours Monthyon (Lage)                   | PA00093468    | Inscrit      | 1946  |      |
| Villa Suzanne                           |              | 3 rue du professeur-Henri-Mondor (Lage) | PA15000043    | Inscrit      | 2009  |      |

## Liste der Objekte
- Monuments historiques (Objekte) in Aurillac in der Base Palissy des französischen Kultusministeriums